# Râul Valea Urzicii, Valea lui Ivan
Râul Valea Urzicii este un curs de apă, afluent al râului Valea lui Ivan. 